# Добжин над Вислом
Добжин над Вислом (пољ. Dobrzyń nad Wisłą) град је у Пољској у Војводству кујавско-поморском. По подацима из 2012. године број становника у месту је био 2294.
.

## Становништво
| 2012. |
| ----- |
| 2.294 |